# Maximumrocknroll
Maximumrocknroll (również Maximum Rockroll), w skrócie MRR – niekomercyjny miesięcznik o tematyce muzycznej. Siedziba zinu mieściła się w San Francisco. MRR traktował o muzyce punk rockowej i hardcore'owej oraz szeroko rozumianej subkulturze punk. Pismo zawierało wywiady z wykonawcami i recenzje.
Miesięcznik został założony w 1982 roku z inicjatywy Tima Yohannana. Przez trzy dekady uważany był za jeden z najważniejszych punkowych zinów. Do 1990 roku „stał się de facto biblią sceny”. W styczniu 2019 roku strona internetowa MRR poinformowała o zamknięciu fanzinu.